# Xiangyang (häradshuvudort i Kina, Heilongjiang Sheng, lat 44,59, long 129,58)
Xiangyang (kinesiska: 向阳, 爱民区) är en häradshuvudort i Kina. Den ligger i provinsen Heilongjiang, i den nordöstra delen av landet, omkring 260 kilometer sydost om provinshuvudstaden Harbin. Antalet invånare är 275 289. Befolkningen består av 142 386 kvinnor och 132 903 män. Barn under 15 år utgör 8,0 %, vuxna 15-64 år 81 %, och äldre över 65 år 10,0 %.
Runt Xiangyang är det tätbefolkat, med 550 invånare per kvadratkilometer. Närmaste större samhälle är Mudanjiang, 1,7 km öster om Xiangyang. Runt Xiangyang är det i huvudsak tätbebyggt.
Genomsnittlig årsnederbörd är 895 millimeter. Den regnigaste månaden är juli, med i genomsnitt 188 mm nederbörd, och den torraste är januari, med 7 mm nederbörd.